# Kempele
Kempele est une municipalité du nord-ouest de la Finlande, dans la région d'Ostrobotnie du Nord.

## Présentation
Elle est connue pour sa vieille église peinte (1688-1691) mais aussi dans un registre différent pour abriter le plus grand centre commercial du nord de la Finlande (Zeppelin) et une importante technopole, avec des centaines d'entreprises travaillant principalement dans le secteur des Technologies de l'information et de la communication.

## Géographie
Sise dans les plaines ostrobotniennes, au fond du Golfe de Botnie, le relief y est pour ainsi dire absent. La commune est petite et densément peuplée, du moins dans sa partie occidentale. L'Est reste forestier et sauvage.
Le centre administratif est à juste 10 km au sud du centre d'Oulu, la grande ville du nord du pays.
Outre Oulu au nord, les municipalités voisines sont Tyrnävä au sud-est, Liminka au sud et Oulunsalo à l'ouest.
L'ouverture sur le Golfe de Botnie est limitée à 5 km de côte.

## Démographie
Depuis 1980, la démographie de Kempele a évolué comme suit, :
| Année      | 1980  | 1985  | 1990  | 1995   | 2000   | 2005   |
| ---------- | ----- | ----- | ----- | ------ | ------ | ------ |
| population | 7 545 | 8 755 | 9 807 | 10 791 | 12 551 | 14 475 |

| Année      | 2010   | 2015   | 2020   |
| ---------- | ------ | ------ | ------ |
| population | 15 864 | 17 066 | 18 342 |

Paradoxalement, Kempele est depuis un siècle et demi un bastion læstadian conservateur, et le contraste est souvent important entre les nouveaux arrivants et les anciens habitants, de plus en plus marginalisés.

## Économie
Kempele abrite le siège social et la production du groupe Lehto, de Polar Electro, de PKC Group (fi) et d'Ouman Oy.

### Principales entreprises
En 2020, les principales entreprises de Porvoo par chiffre d'affaires sont :
| Société                              | C.A.  |
| ------------------------------------ | ----- |
| Polar Electro Oy                     | 54 M€ |
| Lehto Components Oy                  | 50 M€ |
| Autollecom Oy                        | 46 M€ |
| Oulun Seudun Sähkö                   | 38 M€ |
| Transport Savikko Yhtiöt Oy          | 37 M€ |
| Innokas Medical                      | 31 M€ |
| Synkroni Oy                          | 24 M€ |
| Greenled Oy, Oulu                    | 22 M€ |
| Kamrock Oy                           | 17 M€ |
| Oulun seudun Sähkö Verkkopalvelut Oy | 16 M€ |

### Employeurs
En 2020, ses plus importants employeurs sont:
| Employeur                | Employés |
| ------------------------ | -------- |
| Polar Electro Oy         | 428      |
| Lehto Components Oy      | 353      |
| Innokas Medical          | 147      |
| Greenled Oy, Oulu        | 97       |
| PiiMega Oy               | 84       |
| Suomen Visor Oy          | 83       |
| Suomen Vuokramestarit Oy | 80       |
| Elvak Oy                 | 76       |
| Marrak Oy                | 62       |
| Tekniseri Oy             | 61       |

## Transports
La nationale 4 (E75), le grand axe nord-sud de Finlande, traverse la commune.
La seututie 816 part du centre de Kempele et continue jusqu'au quartier Marjaniemi de Hailuoto.
La seututie 847 par du rond point de Haaransilta lan et va jusqu'à Oulu.
Plusieurs services de bus quotidiens vers Oulu sont assurés depuis le centre-ville de Kempele et le quartier de Kokkokangas.
Les transports par bus sont assurés par Koskilinjat et Kylmäsen Liikenne.
Les ExpressBus s'arrêtent à la bretelle du centre commercial Zeppelin (fi) et à l'hôtel de ville de Kempele.
Le centre-ville de Kempele est situé à proximité de la Voie ferrée Seinäjoki–Oulu.

## Jumelages
| Ville | Ville          | Pays | Pays    | Période     |
| ----- | -------------- | ---- | ------- | ----------- |
|       | Elva City (d), |      | Estonie | depuis 1989 |

## Galerie

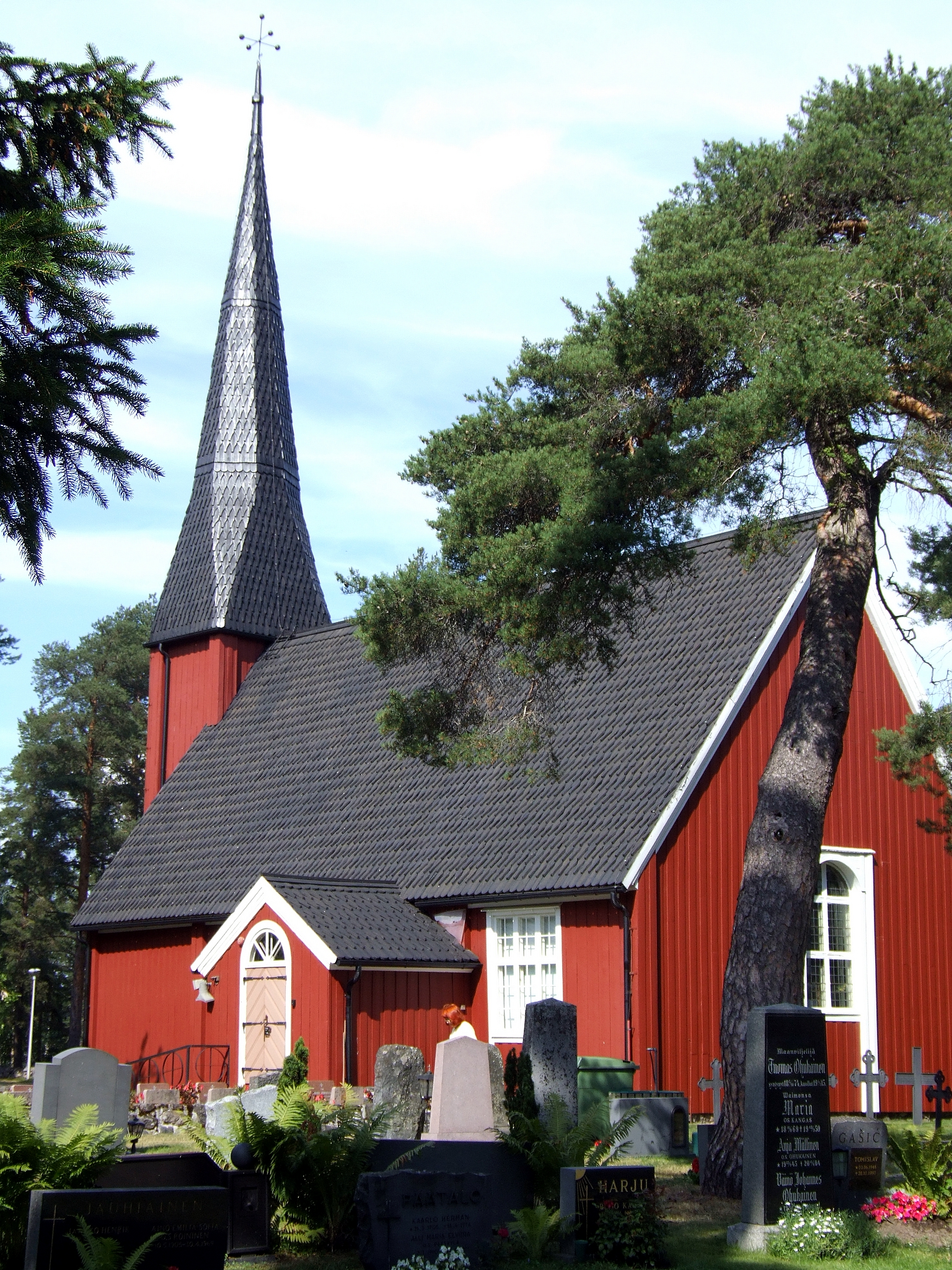
Ancienne église de Kempele.
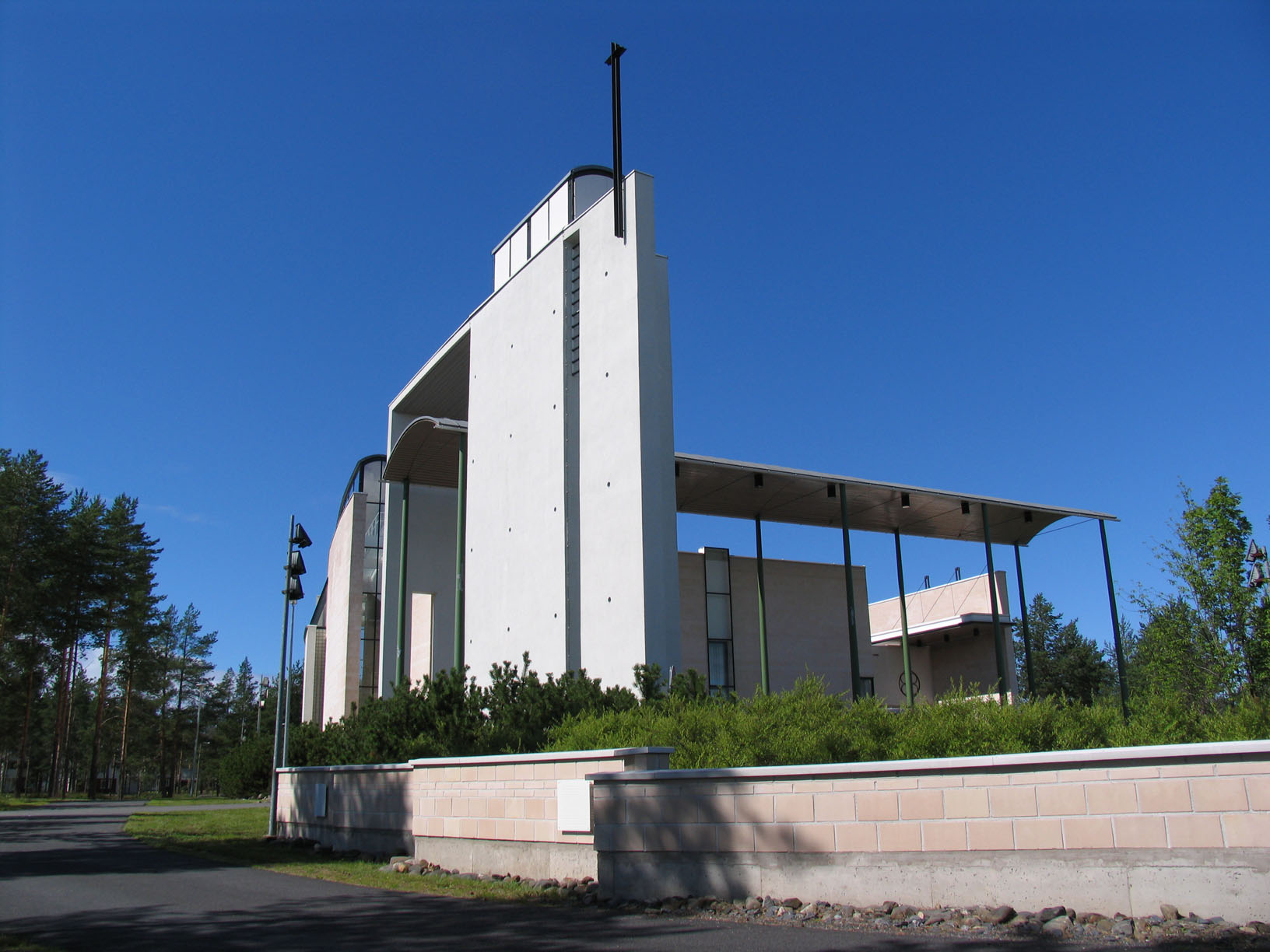
Église de la Sainte Trinité de Kempele.
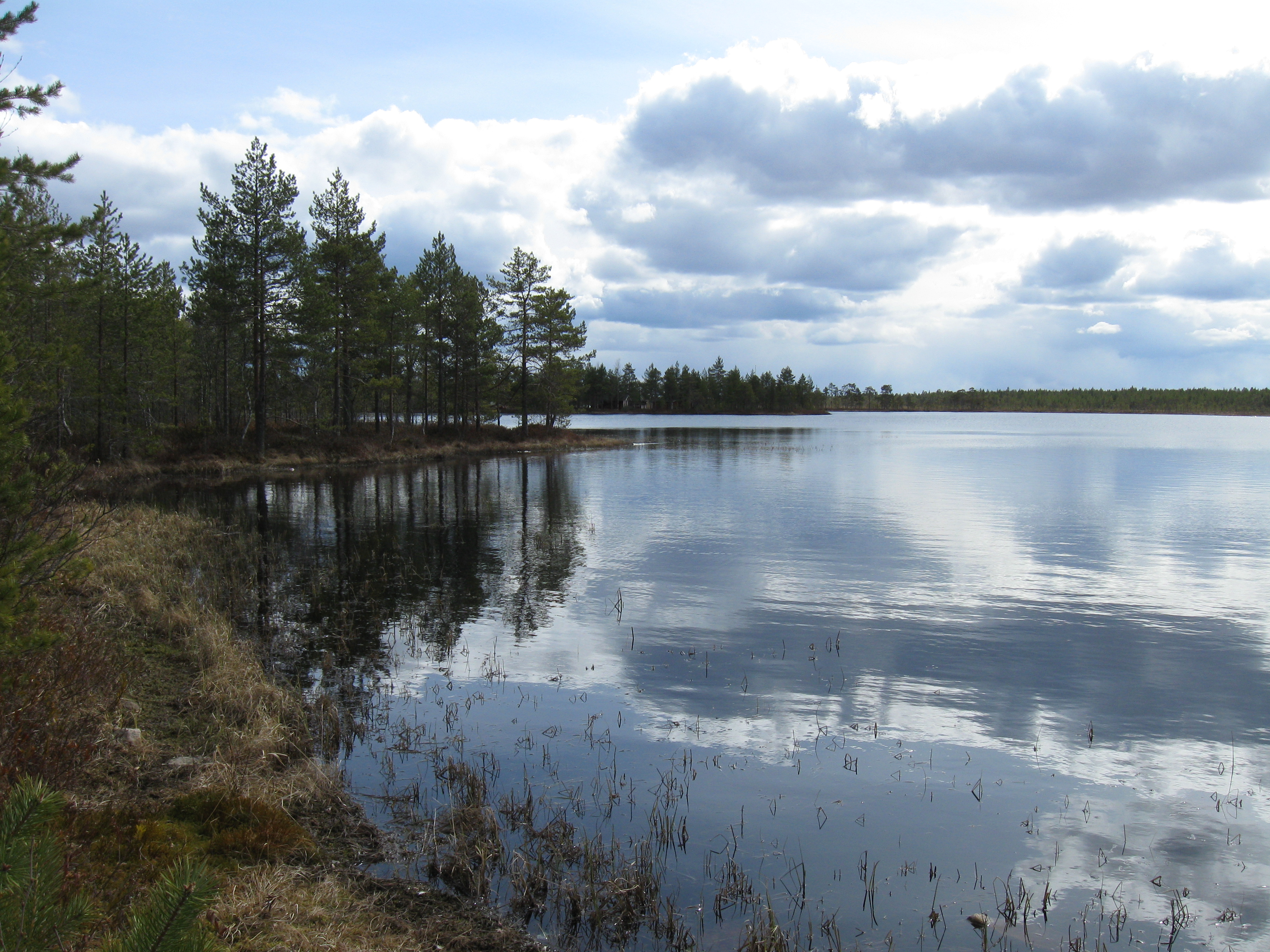
Lac Mourunginjärvi.
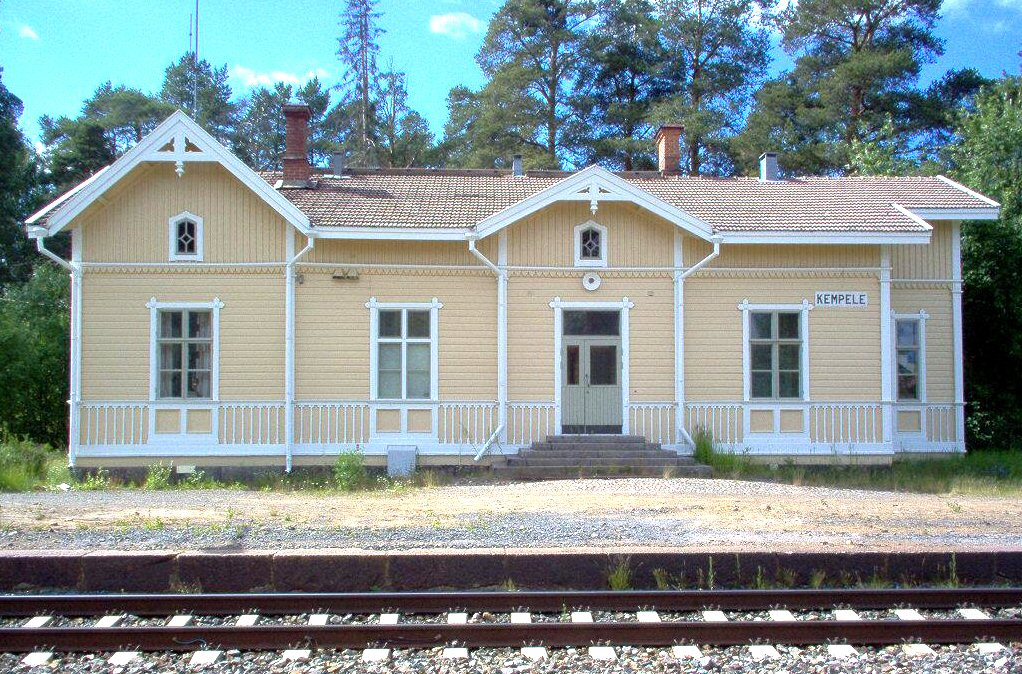
Gare de Kempele.
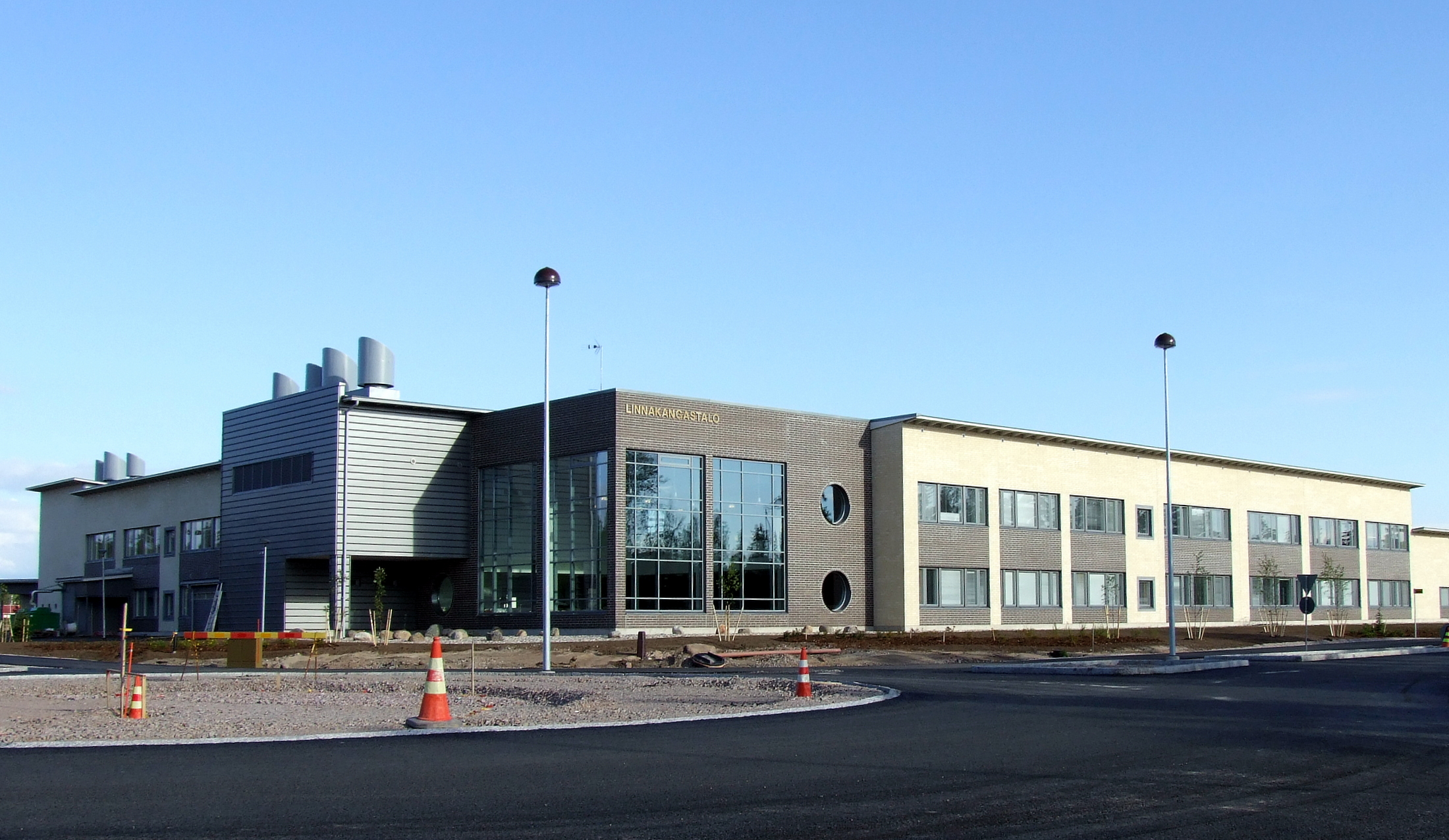
École de Linnakangastalo.
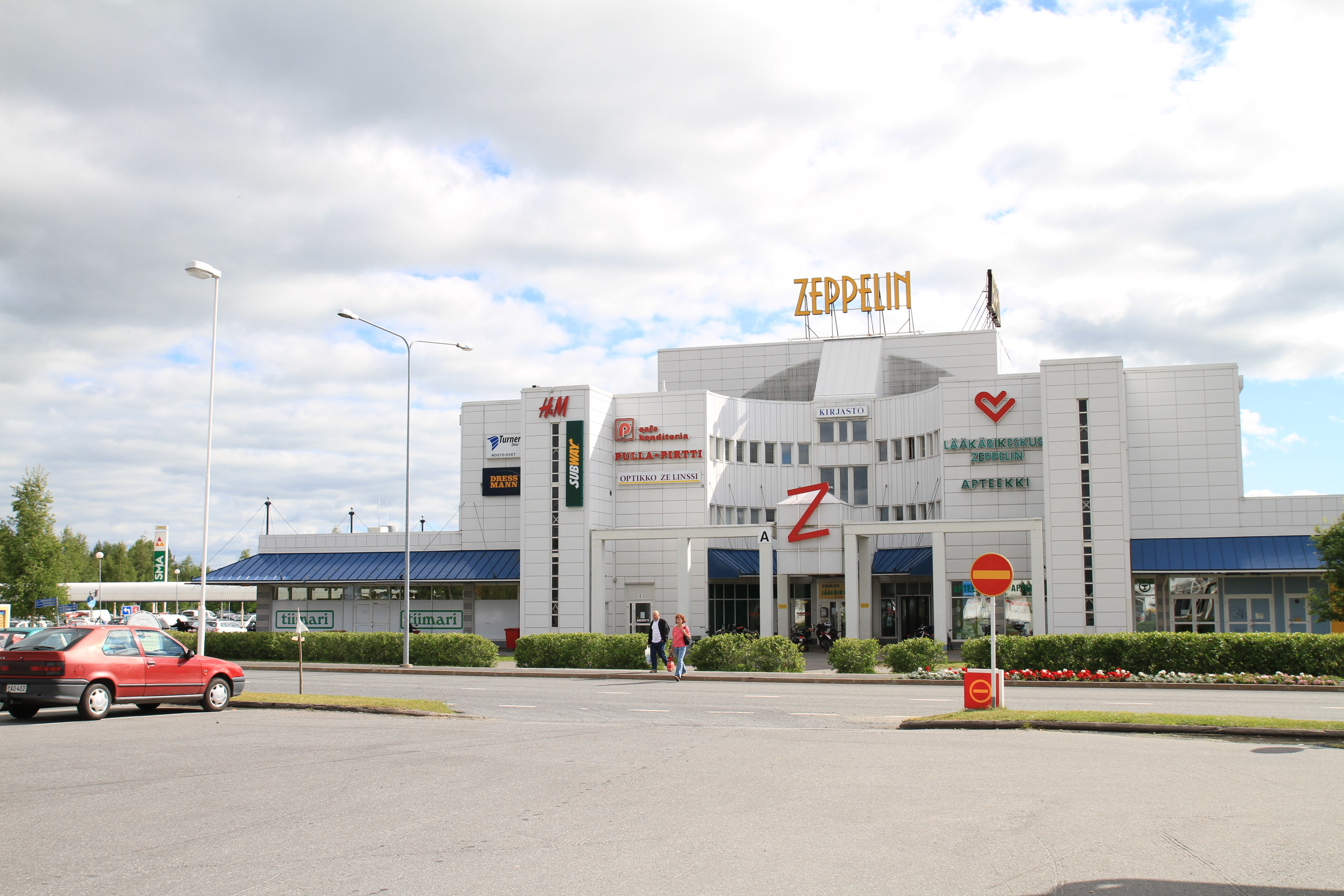
Le centre commercial Zeppelin.
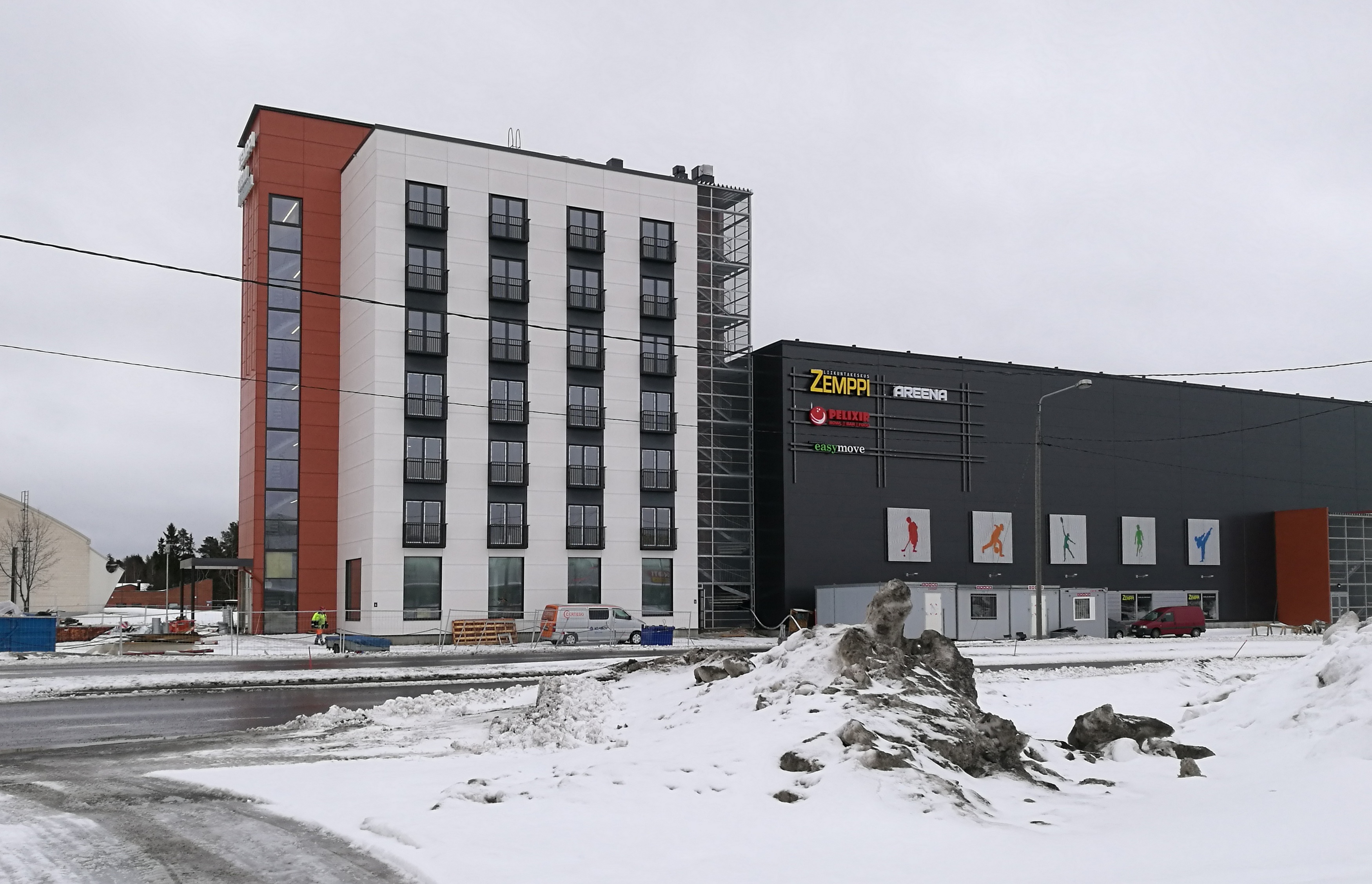
Pekurintie 2.